# Mystic Flute
Mystic Flute is een compositie van Alan Hovhaness voor piano solo. Een bijzonderheid is dat Sergej Rachmaninov als pianist het eens op een van zijn concerten heeft gespeeld.
Mystic Flute is een miniatuurtje dat gebaseerd is op een 7/8-maat (3+2+2) waarin een ogenschijnlijk simpele melodie als een fluitist wordt gespeeld in het middelhoge register, terwijl de linkerhand met noot-voor-noot-akkoorden het ritme aangeeft.

## Discografie
- Uitgave Koch International: Marvin Rosen met andere pianowerken